# Fernando Dose
Fernando Dose (Pedro Juan Caballero, Paraguay, 16 de julio de 1994) es un baloncestista paraguayo que juega en la posición de ala pívot para el Deportivo San José de la Primera División de Baloncesto de Paraguay. Es hijo del exbaloncestista y actual entrenador Luis Fernando Dose.

## Trayectoria

### Clubes
| Club                     | País      | Año             |
| ------------------------ | --------- | --------------- |
| Olimpia Kings            | Paraguay  | 2011            |
| La Unión de Formosa      | Argentina | 2012            |
| Estudiantes de Formosa   | Argentina | 2012            |
| La Unión de Formosa      | Argentina | 2012 - 2013     |
| Estudiantes de Formosa   | Argentina | 2013            |
| La Unión de Formosa      | Argentina | 2013 - 2014     |
| Ferro de Concordia       | Argentina | 2014 - 2015     |
| Sol de América           | Paraguay  | 2015            |
| Sportivo Luqueño         | Paraguay  | 2016 - 2017     |
| Deportivo San José       | Paraguay  | 2017            |
| Belgrano de San Nicolás  | Argentina | 2018            |
| San Martín de La Rioja   | Argentina | 2018 - 2019     |
| Rocamora                 | Argentina | 2019            |
| Deportivo San José       | Paraguay  | 2019            |
| Peñarol de Mar del Plata | Argentina | 2021            |
| Amancay                  | Argentina | 2021            |
| Deportivo San José       | Paraguay  | 2021 - Presente |

## Selección nacional
Dose jugó con el seleccionado juvenil de baloncesto de Paraguay en el Campeonato Sudamericano de Baloncesto Sub-15 de 2009 y en el Campeonato Sudamericano de Baloncesto Sub-17 de 2011. 
Con la selección absoluta disputó el Campeonato FIBA Américas de 2013 y el torneo masculino de baloncesto de los Juegos Suramericanos de 2022 -donde obtuvo la medalla de plata.
También integró la selección de baloncesto 3x3 de Paraguay que terminó cuarta en los ODESUR de 2022. 